# Rammstein (album)
Rammstein is het zevende studioalbum van de Duitse band Rammstein, dat op 17 mei 2019 verscheen. In recensies en in de oorspronkelijke aankondiging noemt men het album ook wel 'zonder titel'. Het is het eerste nieuwe studioalbum in tien jaar, na Liebe ist für alle da uit 2009.

## Nummers
| 1.                 | Deutschland   | 5:23 |
| 2.                 | Radio         | 4:37 |
| 3.                 | Zeig dich     | 4:15 |
| 4.                 | Ausländer     | 3:51 |
| 5.                 | Sex           | 3:56 |
| 6.                 | Puppe         | 4:33 |
| 7.                 | Was ich liebe | 4:29 |
| 8.                 | Diamant       | 2:34 |
| 9.                 | Weit weg      | 4:20 |
| 10.                | Tattoo        | 4:11 |
| 11.                | Hallomann     | 4:11 |
| Totale duur: 46:20 |               |      |